# Bradea
Bradea là một chi thực vật có hoa trong họ Thiến thảo (Rubiaceae).

## Loài
Chi Bradea gồm các loài: